# Condylostylus purpureus
Condylostylus purpureus är en tvåvingeart som först beskrevs av Aldrich 1901.  Condylostylus purpureus ingår i släktet Condylostylus och familjen styltflugor. Inga underarter finns listade i Catalogue of Life.